# União da Tinga
Sociedade Recreativa Beneficente Carnavalesca Academia de Samba União da Tinga  é uma escola de samba de Porto Alegre.

## História
A União da Tinga foi fundada em 13 de maio de 1989, por um grupo de descontentes dentro da outra escola do bairro a Estado Maior da Restinga, que faziam parte das alas Vai-Vai e Brasil. Seus fundadores foram: Paco, Itacolomi e Bender. É chamada pelos seus componentes carinhosamente de "Tinguinha". No carnaval de 2008 a escola foi a última colocada na categoria de acesso, isso levou a entidade a permanecer dois anos fora dos desfiles de Porto Alegre. Em 2011 a entidade retornou aos desfiles oficiais como parte do grupo de acesso.

## Segmentos

### Presidentes
| Nome                           | Mandato    | Ref.        |
| ------------------------------ | ---------- | ----------- |
| Itacolomi Cândido              | 1991-1993  | [ 1 ]       |
| João Cardozo                   | 1994       | [ 1 ]       |
| Luiz Carlos Machado            | 1995       | [ 1 ]       |
| Itacolomi Cândido              | 1996-1997  | [ 1 ]       |
| Ivaldo Luiz Baptista           | 1998       | [ 1 ]       |
| Itacolomi Cândido              | 1999-2000  | [ 1 ]       |
| José Marques                   | 2012       | [ 5 ]       |
| Kelly Ramos e Cristiano Brocua | 2019-2020  |             |
| Kelly Ramos                    | 2021-Atual | [ 2 ] [ 6 ] |

### Diretor de Carnaval
| Ano  | Nome             | Ref.  |
| ---- | ---------------- | ----- |
| 2023 | Carlos Vavá Melo | [ 6 ] |

### Casal de Mestre-sala e Porta-bandeira
| Ano        | Nome                                     | Ref.        |
| ---------- | ---------------------------------------- | ----------- |
| 1991       | Airton Luiz de Oliveira e Denise Fonseca | [ 1 ]       |
| 1992-1994  | Carlos Roberto e Denise Fonseca          | [ 1 ]       |
| 1995       | Carlos Roberto e Nádia Rosane Rodrigues  | [ 1 ]       |
| 1996       | Alcir Jorge “Sizinho” e Fátima Heloísa   | [ 1 ]       |
| 1997       | Edison Gomes e Denise Fonseca            | [ 1 ]       |
| 1998       | Eduardo Fernandes e Rita de Cássia       | [ 1 ]       |
| 1999       | José Ricardo e Cleide Regina             |             |
| 2000       | José Ricardo e Denise Fonseca            | [ 7 ]       |
| 2012       | Sírio Garcia e Adriana Medeiros          | [ 5 ]       |
| 2019       | Daniel e Rochele                         | [ 8 ]       |
| 2020       | Léo e Guislaine Pereira                  |             |
| 2022-Atual | Léo Pereira e Andreísa                   | [ 2 ] [ 6 ] |

### Mestres de Bateria
| Ano       | Nome                     | Ref.   |
| --------- | ------------------------ | ------ |
| 1991      | Sílvio Machado           | [ 1 ]  |
| 1992-1993 | Silvio Luiz Pereira      | [ 1 ]  |
| 1994      | Paulo Roberto de Souza   | [ 1 ]  |
| 1995-1996 | Francisco Carlos “Chico” | [ 1 ]  |
| 1998      | Nilton Deoclides Pereira | [ 1 ]  |
| 1999      | João de Deus de Souza    | [ 1 ]  |
| 2000      | Mestre Rogério           | [ 7 ]  |
| 2020-2022 | Mestre Kelvin Mendonça   | [ 2 ]  |
| 2023      | Neny e Wesley            | [ 6 ]  |
| 2024      | Mestre Lipo              | [ 9 ]  |
| 2025      | Mestre Josimar Silva     | [ 10 ] |

## Carnavais
| Ano                                                | Colocação   | Grupo           | Enredo | Carnavalesco                                  | Intérprete                                         | Ref.                        |
| -------------------------------------------------- | ----------- | --------------- | --- | --------------------------------------------- | -------------------------------------------------- | --------------------------- |
| 1991                                               | Campeã      | III             | Mitos, lendas, costumes e festas do povo brasileiro.                                                             |                                               |                                                    | [ 1 ]                       |
| 1992                                               | Vice-campeã | 1B              | Uma fantástica viagem através do mundo fascinante dos sonhos.                                                    |                                               | Sandrinho Gessé                                    | [ 1 ] [ 11 ]                |
| 1993                                               | Campeã      | 1B              | Entre o céu e a terra, sonhar não é pecado.                                                                      |                                               | Sandrinho Gessé                                    | [ 1 ]                       |
| 1994                                               | 4.º lugar   | 1A              | Mistérios, encantos e magias da natureza.                                                                        | Carlos Leão e Chico Espuma                    | Sandrinho Gessé                                    | [ 1 ]                       |
| 1995                                               | 5.º lugar   | 1A              | As quatro estações do Zodíaco - Planeta Terra.                                                                   |                                               | Sandrinho Gessé                                    | [ 1 ]                       |
| 1996                                               | 6.º lugar   | Especial        | Entre negros e brancos, se não é índio, o que é? (Ou vale a pena ver de novo?)                                   |                                               | Cláudio Barulho                                    | [ 1 ] [ 12 ]                |
| 1997                                               | 9.º lugar   | Especial        | Festa de raça e costumes do povo japonês no bairro da Liberdade.                                                 |                                               | Sandrinho Gessé                                    | [ 1 ] [ 13 ]                |
| 1998                                               | 4.º lugar   | Intermediário A | Café, o pretinho gostoso que satisfaz.                                                                           |                                               | Laurinho                                           | [ 1 ] [ 14 ]                |
| 1999                                               | 9.º lugar   | Intermediário A | Jacques Cousteau no mundo fantástico da Amazônia.                                                                |                                               | Vanderlei                                          | [ 1 ] [ 15 ]                |
| 2000                                               | Campeã      | Intermediário B | Acima dos olhos, Bahia - Sedutora, mística e fascinante.                                                         | João Fonseca                                  | Chocolate e Nego Izolino                           | [ 7 ] [ 16 ]                |
| 2001                                               | 5.º lugar   | Intermediário A | Brilha no céu a luz da esperança.                                                                                |                                               | Chocolate                                          | [ 17 ] [ 18 ]               |
| 2002                                               | 5.º lugar   | Intermediário A | Entre a paz e a rebeldia, a União da Tinga anuncia os mensageiros celestiais.                                    |                                               |                                                    | [ 19 ]                      |
| 2003                                               | 6.º lugar   | Intermediário A | A Caravana do samba riscando as fronteiras do infinito.                                                          |                                               |                                                    | [ 20 ]                      |
| 2004                                               | 7.º lugar   | B               | A Volunta, a velha Volunta, pequeno paraíso de um lado, grande alegria permanente dos pobres do outro.           |                                               |                                                    | [ 21 ]                      |
| 2005                                               | 5.º lugar   | Acesso          | Serra do Cipó, Onde a terra descansa.                                                                            |                                               |                                                    | [ 22 ] [ 23 ]               |
| 2006                                               | 3.º lugar   | Acesso          | Despertar?! |                                               |                                                    | [ 24 ]                      |
| 2007                                               | 7.º lugar   | Acesso          | Bahia de Todos os Santos.                                                                                        |                                               | Renan Ludwig                                       | [ 25 ] [ 26 ]               |
| 2008                                               | 7.º lugar   | Acesso          | Escravas Senhoras.                                                                                               |                                               | Sandrinho Gessé                                    | [ 27 ]                      |
| 2009                                               | *           | Convidada       | Homenagem a raça negra                                                                                           |                                               |                                                    | [ 28 ]                      |
| 2010                                               | *           | Convidada       | Água |                                               | Marcel Dubois                                      | [ 29 ]                      |
| 2011                                               | 3.º lugar   | Acesso          | Dos seios da mãe Animália, és fonte, és saúde, és tu leite sagrado!                                              |                                               | Leandro SB                                         | [ 30 ] [ 31 ]               |
| 2012                                               | 5.º lugar   | Acesso          | A riqueza que brota na terra e revoluciona o mundo: o carvão.                                                    |                                               | Willian Almeida                                    | [ 5 ] [ 32 ]                |
| 2013                                               | 7.º lugar   | Acesso          | Eólo, Deus dos Ventos da Mitologia Grega - A União Anuncia: a Energia Sustentável está no ar!                    | Marcos Pires                                  | Éder Gomes                                         | [ 33 ] [ 34 ] [ 35 ]        |
| 2014                                               | *           | Convidada       | * |                                               | Luisinho                                           | [ 36 ]                      |
| 2015                                               | 4.º lugar   | Acesso          | Cultura de paz, o pavão pede passagem através do tempo                                                           |                                               | Rogério Xavier, Rafael Nascimento e Leanndrinho LV | [ 37 ] [ 38 ] [ 39 ]        |
| 2016                                               | 8.º lugar   | Grupão          | De Um Sonho a Conquista Por Mais Educação, São Cinco Anos de História, Instituto Federal Vai Brilhar no Carnaval |                                               | Alex do Cavaco                                     | [ 40 ] [ 41 ] [ 42 ] [ 43 ] |
| As escolas da série Bronze não desfilaram em 2017. |             |                 | |                                               |                                                    |                             |
| Desfile cancelado em 2018.                         |             |                 | |                                               |                                                    |                             |
| 2019                                               | 8.º lugar   | Série Prata     | Negra Raiz – Eu Sou Negro e Bato no Peito                                                                        | Marcos Vinicius e Juliana Lopes               | Gerson Gogó                                        | [ 47 ] [ 48 ] [ 49 ] [ 50 ] |
| 2020                                               | 8.º lugar   | Série Prata     | A União da Tinga Canta a Natureza, No Reino de KETU, a Corte Veste Pena de Pavão                                 | Éder Marques                                  | Pixulé e Leanndrinho LV                            | [ 51 ] [ 52 ] [ 53 ]        |
| Desfile cancelado em 2021.                         |             |                 | |                                               |                                                    |                             |
| 2022                                               | 3.º lugar   | Série Prata     | Todo Poder Emana do Povo: Democracia, União e Participação                                                       | Reynaldo Oliver                               | Anderson Minhoca                                   | [ 2 ] [ 55 ]                |
| 2023                                               | 6.º lugar   | Série Prata     | Restinga: O Quilombo que deu Certo                                                                               | Pedro Linhares, Eunice Mariano e Gugu Lacerda | Anderson Minhoca                                   | [ 6 ] [ 56 ]                |
| 2024                                               | Vice-campeã | Série Prata     | Èṣù |                                               | Andy Mendonça                                      | [ 9 ] [ 57 ]                |
| 2025                                               | Campeã      | Série Prata     | A Cura Que Vem da Terra                                                                                          | Reynaldo Oliver                               | Sandro Ferraz                                      | [ 10 ] [ 58 ]               |
| 2026                                               |             | Série Ouro      | |                                               |                                                    |                             |

## Títulos
| Títulos da União da Tinga | Títulos da União da Tinga                        | Títulos da União da Tinga | Títulos da União da Tinga |
| ------------------------- | ------------------------------------------------ | ------------------------- | ------------------------- |
| Grupo                     | Grupo                                            | Títulos                   | Anos                      |
|                           | 1B (Atual Série Prata)                           | 2                         | 1993, 2025                |
|                           | Grupo III / Intermediário B (Atual Série Bronze) | 2                         | 1991, 2000                |

## Prêmios
- Prêmio Quilombo dos Palmares: 2008[3]

Estandarte de Ouro
Grupo de Acesso
- 2012: 2º casal de mestre-sala e porta-bandeira.[59]